# 환인제약
환인제약(Whanin Pharmaceutical, 丸仁製藥)는 1982년 설립한 대한민국의 전문 의약품 제조 업체이다. 주요 사업은 정신건강의학과 치료제의 선두 업체로, 항우울제, 조현병 치료제, 뇌전증 치료제 등 CNS(중추 신경계) 전문 의약품 시장에서 압도적인 비중을 차지하고 있지만, 후발 업체인 명인제약과 CNS(중추 신경계) 전문 의약품 시장에서 두 양사간의 치열한 공방전을 벌이고 있다.

## 연혁
- 1945 신호균 전 사장, 일본인이 경영한 마루진제약 인수, 환인제약소 설립
- 1978 현 이광식 회장 환인제약소 인수
- 1982 환인제약주식회사로 법인명 변경
- 1987 안성 KGMP 공장 준공 (건평: 4,269.22m2 - 1,293평)
- 1989 안성공장 KGMP 적격업체로 지정 (보건사회부 - 현 식품의약품안전처)
- 1991 환인제약과 함께하는 우리의 소리를 찾아서 방영 개시(MBC 표준FM와 FM4U에서 방영)
- 1994 환인제약 중앙 연구소 설립
- 1997 환인제약 중앙 연구소 준공
- 1999 환인정신의학상 제정
- 2002 KGMP 우수업소로 선정(경인지방식약청)
- 2003 조현병 치료제 '리스페달' 제네릭 '리페리돈정' 출시
- 2004 벨기에 UCB사의 장용성 서방형 ADHD 치료제 '메타데이트CD 서방캡슐' 출시
- 2006 안성공장 리노베이션 완공
- 2008 조현병 치료제 '쎄로켈' 제네릭 '쿠에타핀정' 출시
- 2010 조현병 치료제 '자이프렉사' 제네릭 '자이레핀정' 출시
- 2011 조현병 치료제 '리스페달' 제네릭 '리페리돈정' 연매출 100억 돌파
- 2012 대표이사 이원범 사장 취임
- 2013 뇌전증 치료제 '케프라' 제네릭 '케프렙톨정' 출시/ADHD 치료제 '스트라테라' 제네릭 '환인 아토목세틴 캡슐'출시
- 2014 조현병 치료제 '아빌리파이' 제네릭 '아리피졸정' 출시
- 2016 조현병 치료제 '쎄로켈 XR' 제네릭 '쿠에타핀 서방정' 출시
- 2019 조현병 치료제 '로나센' 제네릭 '로나큐정' 출시